# Mănești (Dâmbovița)
Mănești é uma comuna romena localizada no distrito de Dâmbovița, na região de Muntênia. A comuna possui uma área de 37.95 km² e sua população era de 4865 habitantes segundo o censo de 2007.